# 北見工業大学
北見工業大学（きたみこうぎょうだいがく、英語: Kitami Institute of Technology）は、北海道北見市公園町165番地に本部を置く日本の国立大学。1960年創立、1966年大学設置。大学の略称は北見工大。

## 概観

### 大学全体
大学は、工学部のみの1学部2学科からなる工学系単科大学。

### 建学の精神（校訓・理念・学是）
理念
人を育て、科学技術を広め、地域に輝き、未来を拓く
基本目標
1. 向学心を喚起し、創造性を育み、将来の夢を拓く教育
2. 個性に輝き、知の世紀をリードし、地域特色のある研究
3. 地域のニーズに応え、地域をリードし、地域の発展に貢献
4. 国際的視野を踏まえた教育研究、学生・教職員の国際化を推進

## 沿革

### 略歴
国立大学法人運営による工学部単科のみの工業大学。1960年（昭和35年）設立の北見工業短期大学が前身で、1966年（昭和41年）に北見工業大学として開学した。日本の国立大学としては最北に位置し、寒冷地の産業を支える人材を育成してきた。「寒冷地工学」を標榜し、寒冷地の環境に適した技術研究や、北海道の特にオホーツク海側の産業に関連する研究が盛んに行われている。
なお、道内の国立大学としては初めてISO14001を取得した。また、2017年度から、新体制の学科・コース制に移行している。

### 年表
- 1960年 - 北見工業短期大学が発足
- 1966年 - 北見工業大学が発足
- 1967年 - 北見工業短期大学を廃止
- 2004年 - 国立大学法人法の規定により国立大学法人北見工業大学へ移行
- 2008年 - 学科制から系列・学科・コース制へ移行
- 2017年 - 系列・学科・コース制から2学科8コースへ改組
- 2018年 - 北見工業大学・小樽商科大学・帯広畜産大学が法人統合で合意
- 2022年 - 北海道国立大学機構の設立により、同機構が設置する国立大学となる。

## 基礎データ

### 所在地
- 北海道北見市公園町165番地

## 教育および研究

### 組織
1つの学部、1つの大学院研究科からなる理工系単科大学である。

#### 学部・学科

##### 工学部
2017年度入学生より、2学科・8コースという制度へ移行している。1年次に学科に所属し、2年次にコース選択（地域マネジメント工学コースは全学科共通で選択できる）。
学科・コース
- 地球環境工学科
  - エネルギー総合工学コース
  - 環境防災工学コース
  - 先端材料物質工学コース
- 地域未来デザイン工学科
  - 機械知能・生体工学コース
  - 情報デザイン・コミュニケーション工学コース
  - 社会インフラ工学コース
  - バイオ食品工学コース
- 地域マネジメント工学コース（全学科共通）

2016年度入学生以前の3系列・6学科・13コース
1年次に系列に所属し、2年次に学科を選択、3年次にはコースを選択（マネジメント工学コースは全学科共通で選択可能）
- バイオ環境・マテリアル系
  - バイオ環境化学科
    - バイオ・食品コース
    - 環境化学コース

  - マテリアル工学科
    - エコ材料コース
    - ナノ材料コース

- 情報電気エレクトロニクス系
  - 電気電子工学科
    - 電気システムコース
    - 電子情報通信コース

  - 情報システム工学科
    - 知能デザインコース
    - 情報メディアコース

- 機械・社会環境系
  - 機械工学科
    - 機械科学コース
    - 機械知能・生体コース

  - 社会環境工学科
    - 環境システムコース
    - 社会基盤コース

- マネジメント工学コース（全学科共通）

#### 大学院
- 工学研究科
  - 博士前期課程（修士課程）
    - 機械システム工学専攻
    - 電気電子工学専攻
    - 情報システム工学専攻
    - 化学システム工学専攻
    - 機能材料工学専攻
    - 土木開発工学専攻

  - 博士後期課程
    - システム工学専攻
    - 物質工学専攻

#### 付属施設
- 環境・エネルギー研究推進センター
- 冬季スポーツ科学研究推進センター
- オホーツク農林水産工学連携研究推進センター
- 地域と歩む防災研究センター
- 社会連携推進センサー
- 知的財産センター
- ものづくりセンター
- 国際交流センター
- 機器分析センター
- サテライトベンチャービジネスラボラトリー
- 情報処理センター
- 地域共同研究センター
- 未利用エネルギー研究センター
- 保健管理センター
- 北見工業大学生協
- 北苑寮
- 北桜寮

## サークル

### 体育系
- スキー部
- 柔道部
- トランポリン競技部
- 卓球部
- 男子バスケットボール部
- 男子バレーボール部
- 剣道部
- ヨット部
- サッカー部
- 弓道部
- バドミントン部
- サイクリング部
- 陸上競技部
- 硬式野球部
- ローンテニス部
- 航空部
- 軟式野球部
- カーリング部
- 女子バスケットボール部

- 山岳部
- ソフトテニス部
- サバイバルゲーム同好会
- ASC（アクティブスポーツクラブ）
- ワンダーフォーゲル部
- スノーボード同好会
- ダンス同好会
- ボクシングサークル
- ハンドボール部
- ラグビー部
- Nociws
- 合気道部
- フィッシングサークル
- モルックサークル
- ソフトボール部
- ダーツサークル
- 女子バレーボール部
- アイスホッケー部

### 文化系
- 軽音楽部
- 天文部
- 情報処理技術研究会
- 吹奏楽部
- 囲碁・将棋部
- 総合美術研究会
- 鉄道研究会
- ジャグリング・マジックサークル「じゃぐぶ！」

- Acappella Chorus Ensemble (ACE)
- 模型同好会
- DDI
- 競技麻雀同好会
- ポケモンサークル
- DJサークル
- ポーカー部
- 資格部
- アマチュア無線部
- ボードゲームサークル
- おりがみ部
- KIT Global Lab

### その他
- 大学祭実行委員会
- ピア・サポート
- KITeco(環境学生委員会キテコ)

- ロボコン（Team Onion）
- 北見工業大学生協学生委員会

## 対外関係

### 経営統合校[1]
- 小樽商科大学
- 帯広畜産大学

### 包括連携協定
- 旭川医科大学（2009年7月17日）
- 日本赤十字北海道看護大学（ 〃 ）
- 放送大学学園[2]。

### 国際交流協定締結大学
- 中国
  - 内モンゴル大学
  - 武漢科技大学
  - 哈爾濱工程大学
  - 東北電力大学
    - 東北電力学院

  - 東北林業大学
  - 北京化工大学
- 韓国
  - 国立江原大学校三陟キャンパス
    - 三陟大学校

  - 嶺南大学校
    - 嶺南大学校工科大学

  - 慶尚大学校工科大学
  - 昌原大学校
- フィンランド
  - オウル総合科学大学
    - オウル工業大学

  - ヴァーサ工業大学
  - タンペレ大学
- ポーランド
  - クラクフ工業大学
- モンゴル
  - モンゴル科学技術大学
- アメリカ合衆国
  - バージニア州立工科大学工学部
  - アラスカ大学フェアバンクス校
- バングラデシュ
  - ダッカ大学
- 中華民国（台湾）
  - 国立勤益科技大学
  - 中国医薬大学

## 大学関係者と出身者
- 北見工業大学の人物一覧

## Wiki関係他プロジェクトリンク
- 北見工業大対策（ウィキブックス）